# Krzysztof Globisz
Krzysztof Maria Globisz (sinh ngày 16 tháng 1 năm 1957 tại Siemianowice Śląskie) là một diễn viên người Ba Lan.

## Tiểu sử
Krzysztof Globisz tốt nghiệp Học viện nghệ thuật sân khấu quốc gia AST ở Kraków (PWST) vào năm 1980.
Krzysztof Globisz diễn xuất trên sân khấu của hai nhà hát nổi tiếng là Nhà hát Ba Lan ở Wrocław (1980-1981) và Nhà hát Stary ở Kraków (từ năm 1981).
Năm 2004, phim Długi weekend (2004) giúp Krzysztof Globisz mang về giải thưởng tại Liên hoan phim Gdynia lần thứ 29 ở hạng mục Nam diễn viên chính xuất sắc nhất.
Năm 2005, Krzysztof Globisz được Bộ Văn hóa và Di sản Quốc gia (Ba Lan) trao tặng Huy chương bạc Huy chương Công trạng về văn hóa - Gloria Artis.

## Thành tích nghệ thuật

### Phim truyền hình
| Năm  | Tựa đề                    | Vai diễn        | Ghi chú                                                                                       |
| ---- | ------------------------- | --------------- | --------------------------------------------------------------------------------------------- |
| 1993 | Tylko strach              | Tomek           |                                                                                               |
| 2000 | Wyrok na Franciszka Kłosa | Rzadek          |                                                                                               |
| 2004 | Długi weekend             | Bogdan Lewicki  | Giải thưởng tại Liên hoan phim Gdynia lần thứ 29 ở hạng mục Nam diễn viên chính xuất sắc nhất |
| 2005 | Magda M.                  | Ryszard Dreszcz |                                                                                               |
| 2007 | Odwróceni                 | Robert Gazda    |                                                                                               |

### Phim điện ảnh
| Năm  | Tựa đề      | Vai diễn                         | Ghi chú |
| ---- | ----------- | -------------------------------- | ------- |
| 2000 | Weiser      | Szymek                           |         |
| 2001 | Eukaliptus  | Billy Rosenkrantz                |         |
| 2008 | Lejdis      | Tadeusz - cha của Monia          |         |
| 2009 | Drzazgi     | Marek Jaskulski - cha của Dorota |         |
| 2011 | 80 milionów | cha của Anka                     |         |